# Графитена бомба
Графитена бомба е несмъртоносна бомба, използвана за да се смущава електроснабдителната мрежа. Работи като разпръсква изключително фини въглеродни влакна над електрически съоръжения (далекопроводи, подстанции и др.), причинявайки къси съединения, водещи до парализа на енергийните системи в дадения район. Безобидна е за хората. Първоначално е използвана от САЩ по време на войната в залива през 1991 г. След това НАТО я използва на 2 май 1999 г., когато по време на бомбардировките в Югославия е изпитан боеприпасът BLU-114/B. Резултатът е изкарването от строя на над 70% от електроснабдяването на Югославия. На 7 май оръжието е използвано отново, след като сърбите се опитват да възстановят електрозахранването.
Пускането на графитена бомба може да се осъществи чрез крилата ракета.
Едно от средствата за борба с графитената бомба е временното изключване на електрическите съоръжения по времето на действие на снаряда, тоест докато облака графитен прах не се слегне до повърхността на земята.